# Charles Marcus Breder Jr.
Charles Marcus Breder Jr.   (Jersey City, 25 de juny de 1897 - Englewood, 28 d'octubre de 1983) va ser un ictiòleg. Va treballar a l'Aquari de Nova York i al Museu Americà de Història Natural.
La seva mare és l'Albertine Louise (Agatha) i el seu pare Charles Marcus Senior. Va créixer a Newark, Nova Jersey i es va graduar de la Central High School. El novembre de 1918 es va casar amb Ruth B. Demarest.
La seva reputació recau en bona part a la seva feina en l'estudi del comportament i locomoció dels peixos i per la seva escriptura prodigiosa. Durant la seva carrera va dur a terme projectes al continent americà, com per exemple: Panama, 1924; Florida, 1929, 1938-1942 i 1957; Bahamas, 1930, 1932 i 1933; Mar Sargasso i el Mar del Carib 1934; Mèxic, 1940; Sud Amèrica, Golf de Guayaquil, 1942.